# بحيرة تشاندوبي
بحيرة تشاندوبي هي بحيرة طبيعية تقع في مجلس رابها هاسونغ المستقل في منطقة كامروب، آسام على مسافة 64 كيلومترا من مدينة جواهاتي ويمكن الوصول إليها من خلال الطريق السريع الوطني 37 تقع البحيرة عند سفح تلال غارو المحاطة بأسام وميغالايا. وتغطي المنطقة الغابات العميقة والقرى الصغيرة.وتعتبر البحيرة مكان طبيعي لمشاهدة معالم المدينة وللتنزه. هذه البحيرة تجذب اليها الطيور المهاجرة خلال فصل الشتاء.

## جيولوجيا المنطقة
تشكلت هذه البحيرة بسسب زلزال أسام والذي حدث عام 1897 وخلال تلك الفترة بدأت الغابة بالاختفاء وأصبحت مكانها البحيرة.

## السياحة
الميزة الرئيسية للبحيرة هي البحيرة الطبيعية التي تم تشكيلها في البحيرة.وتوفر البحيرة الصيد ولقد قدم المشرفون على البحيرة مرافق للذهاب للتجديف في مياه البحيرة.وتعتبر بحيرة تشاندوبي وجهة سياحية للسياح والذين يزورون البحيرة خلال مهرجان تشانغدوبي والذي يصادف في الأسبوع الأول من يناير كانون الثاني.في هذا المهرجان، يقوم سكان القرية المحلية بأشكال الرقص التقليدية أو الثقافية، وتوفر الأكشاك الطعام التقليدي المحلي.